# Ron Zwerver
Ron Zwerver est un joueur de volley-ball néerlandais né le 6 juin 1967 à Amsterdam. Il mesure 2 mètres et jouait au poste de réceptionneur-attaquant.

## Clubs
| Club                | Pays     | De        | À         |
| ------------------- | -------- | --------- | --------- |
| Martinus Amstelveen | Pays-Bas | 1983-1984 | 1987-1988 |
| Équipe des Pays-Bas | Pays-Bas | 1988-1989 | 1991-1992 |
| Sisley Trévise      | Italie   | 1992-1993 | 1997-1998 |

## Palmarès
- En club
  - Championnat d'Italie : 1994, 1996, 1998
  - Supercoupe d'Italie : 1998
  - Coupe des Pays-Bas : 1984, 1985, 1986, 1987, 1988
  - Ligue des champions : 1995
  - Coupe des Coupes : 1994
  - Coupe de la CEV : 1998
  - Supercoupe d'Europe : 1994, 1995

- En équipe nationale des Pays-Bas
  - Jeux olympiques : 1992